# Сортавала
Со̀ртавала (на руски: Сортавала, на фински: Sortavala) е град в северната част на Европейска Русия, административен център на Сортавалски район в Република Карелия. Населението му е около 19 000 души (2018).
Разположен е на 5 метра надморска височина в Езерна Финландия, на северния бряг на Ладожкото езеро и на 32 километра югоизточно от границата с Финландия. Селището се споменава за първи път през 1468 година, през 1617 година е присъединено към Швеция, а през 1721 година – към Руската империя. С обособяването на Финландия става част от нейната територия до 1940 година, когато след Зимната война е присъединено към Съветския съюз.